# 利德·薩德里烏
利德·薩德里烏(Leard Sadriu，2001年4月22日—）是一名科索沃的職業足球員，司職中後衛，現效力斯洛文尼亞足球甲級聯賽球會梅拿。他是科索沃國家足球隊隊員。

## 外部連結
- Soccerway資料庫：利德·薩德里烏